# Serhiji
Serhiji (ukr. Сергії) – wieś na Ukrainie, w obwodzie czerniowieckim, w rejonie wyżnickim, w hromadzie Putyła. W 2001 liczyła 1097 mieszkańców, spośród których 1094 wskazało jako ojczysty język ukraiński, 2 rosyjski, a 1 rumuński.